# Spoiler
Un spoiler (în engleză cineva care strică) este un dispozitiv aerodinamic care 'strică' curenții de aer nefavorabili în jurul unui autovehicul în mișcare pentru a mări stabilitatea la viteze mari și pentru a reduce rezistența aerodinamică.
A nu fi confundat cu eleron.